# Olivares
Olivares é um município da Espanha na província de Sevilha, comunidade autónoma da Andaluzia, de área 46 km² com população de 9012 habitantes (2007) e densidade populacional de 189,08 hab/km².

## Demografia
| Variação demográfica do município entre 1991 e 2004 | Variação demográfica do município entre 1991 e 2004 | Variação demográfica do município entre 1991 e 2004 | Variação demográfica do município entre 1991 e 2004 |
| --------------------------------------------------- | --------------------------------------------------- | --------------------------------------------------- | --------------------------------------------------- |
| 1991                                                | 1996                                                | 2001                                                | 2004                                                |
| 6647                                                | 7604                                                | 8105                                                | 8573                                                |